# Liste der Biografien/Weie
Liste der Biografien |
Portal Biografien |
Personensuche
# |
A |
B |
C |
D |
E |
F |
G |
H |
I |
J |
K |
L |
M |
N |
O |
P |
Q |
R |
S |
T |
U |
V |
W |
X |
Y |
Z |
?
 
Wa |
Wc |
Wd |
We |
Wh |
Wi |
Wj |
Wl |
Wn |
Wo |
Wr |
Ws |
Wt |
Wu |
Ww |
Wy |
Wz
 
Wea |
Web |
Wec |
Wed |
Wee |
Wef |
Weg |
Weh |
Wei |
Wej |
Wek |
Wel |
Wem |
Wen |
Weo |
Wep |
Wer |
Wes |
Wet |
Weu |
Wev |
Wew |
Wex |
Wey |
Wez
 
Weia |
Weib |
Weic |
Weid |
Weie |
Weif |
Weig |
Weih |
Weij |
Weik |
Weil |
Weim |
Wein |
Weip |
Weir |
Weis |
Weit |
Weix |
Weiz
Die Liste der Biografien führt alle Personen auf, die in der deutschsprachigen Wikipedia einen Artikel haben. Dieses ist eine Teilliste mit 16 Einträgen von Personen, deren Namen mit den Buchstaben „Weie“ beginnt.

## Weie

### Weier
- Weier, Armin (* 1956), deutscher Ringer
- Weier, Lina (1896–1969), deutsche Politikerin (KPD), MdL
- Weier, Marcel (* 1994), deutscher TV-Moderator und Journalist
- Weier, Paul (* 1934), Schweizer Springreiter
- Weier, Reinhold (1928–2009), deutscher katholischer Theologe und Dogmatiker
- Weier, Sigismund (1579–1661), deutscher Mathematiker, Bibliothekar und Historiker
- Weier, Winfried (1934–2013), deutscher Philosoph, Hochschullehrer und Träger des Silvesterordens
- Weiergans, Elpidius (1873–1946), deutscher Ordensgeistlicher und Autor
- Weiermair, Peter (1944–2021), deutscher Kunsthistoriker und Kurator
- Weiermann, Herbert (1929–2016), deutscher Kunsthistoriker
- Weiermann, Wolfgang (1935–2021), deutscher Gewerkschafter und Politiker (SPD), MdB
- Weiers, Ernst (1909–1978), deutscher Maler, Graphiker und Bildhauer
- Weiers, Michael (1937–2025), deutscher Orientalist, Sprachforscher und Historiker, Spezialgebiet Zentralasien
- Weiersmüller, Rudolf (1939–2004), Schweizer Diplomat
- Weierstraß, Karl (1815–1897), deutscher MathematikerKarl Weierstraß (1815–1897)

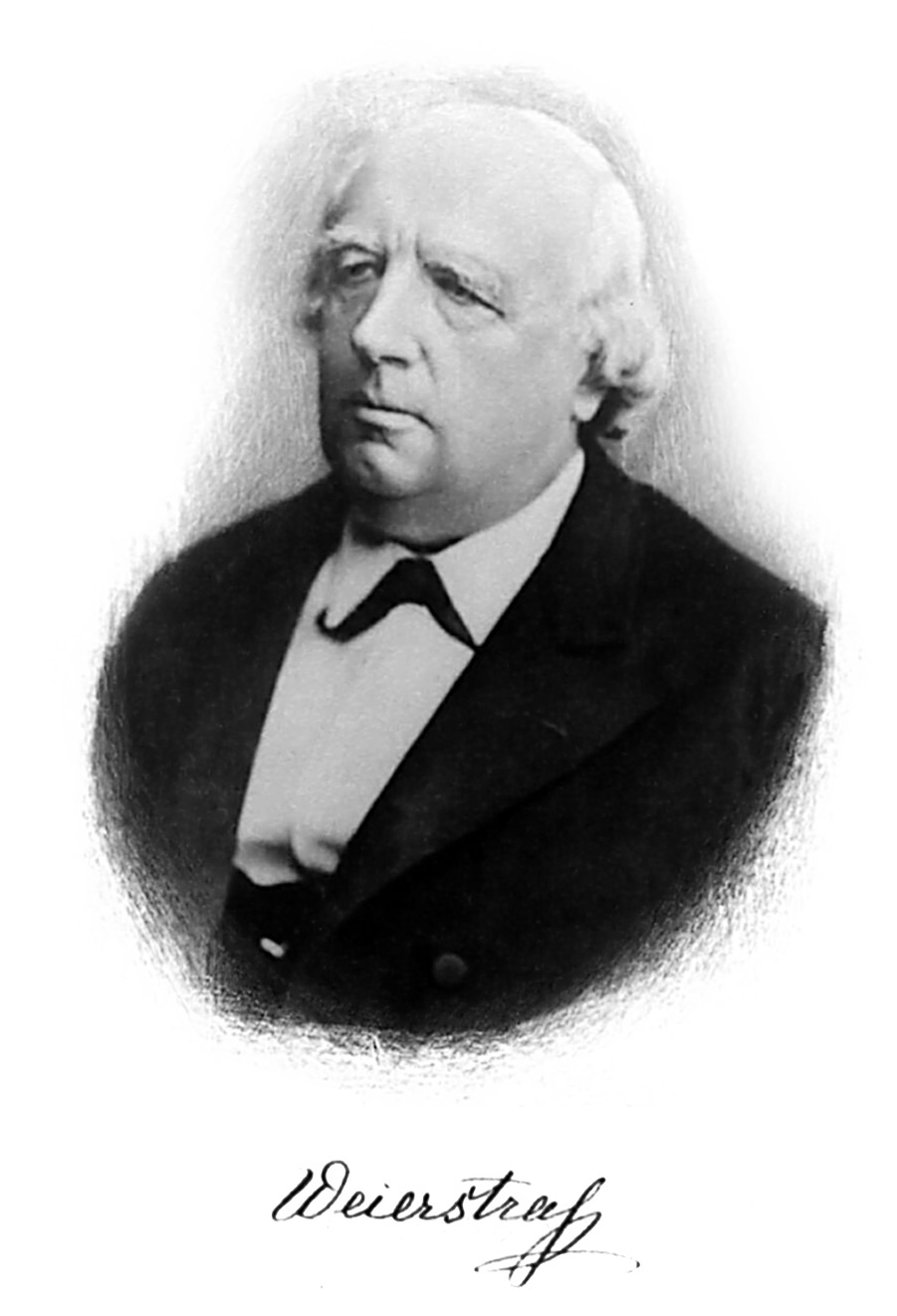
Karl Weierstraß (1815–1897)

- Weierud, Frode, norwegischer Amateurkryptologe